# Olivier Blanchard
Olivier Jean Blanchard (27 de desembre de 1948, Amiens, França) és actualment l'economista en cap del Fons Monetari Internacional, càrrec que ocupa des de l'1 de setembre 2008.
Blanchard va obtenir el seu doctorat en Economia el 1977 al MIT. Va ensenyar a la Universitat Harvard, entre 1977 i 1983, després va tornar al MIT com a professor. Entre 1998 i 2003 Blanchard va ser el President del Departament d'Economia al MIT. També és assessor dels Bancs de la Reserva Federal de Boston (des 1995) i Nova York (des de 2004).
Blanchard ha publicat nombrosos treballs de recerca en el camp de la macroeconomia, així com llibres de text de pregrau i postgrau de macroeconomia (incloent el seu molt popular Macroeconomia).
Està casat amb Noelle Blanchard, i tenen 3 filles, Serena, Maria i Júlia.